# 阿爾比恩鎮區 (愛荷華州霍華德縣)
阿爾比恩鎮區（英語：Albion Township）是位於美國愛荷華州霍華德縣的一個行政鎮區。

## 地方資料
根據2010年美國人口普查的數據，阿爾比恩鎮區的面積為76.31平方千米，當中陸地面積為76.31平方千米，而水域面積為0.00平方千米。當地共有人口335人，而人口密度為每平方千米4.39人。